# Podelmis xanthogramma
Podelmis xanthogramma là một loài bọ cánh cứng trong họ Elmidae. Loài này được Jäch miêu tả khoa học năm 1983.